# Eudaemonia
Eudaemonia is een geslacht van vlinders van de familie nachtpauwogen (Saturniidae), uit de onderfamilie Saturniinae.

## Soorten
- E. argiphontes Maassen, 1877
- E. argus (Fabricius, 1777)
- E. batesi Bethune-Baker, 1927
- E. colini Bouvier, 1927
- E. pohli Dufrane, 1953
- E. troglophylla Hampson, 1919
- E. trogophylla Hampson, 1919